# Životní úroveň
Životní úroveň lze definovat jako míru uspokojování materiálních i nemateriálních potřeb a tužeb jednotlivce či skupiny zbožím a službami. Jedná se o relaci mezi skutečností a tím, co je pociťováno jako žádoucí, což se podle něj značně blíží sociologické kategorii kvality života a zahrnuje tak kvalitu životního prostředí, kvalitu výživy, zdravotní prevence, úroveň zdravotní péče atp.
Obvykle se měří podle norem jako např. reálný příjem (tj. očištěný od inflace) na osobu a mírou chudoby. Jiná měřítka představují například přístup a kvalita zdravotní péče, ekonomické nerovnosti a úroveň vzdělání, aj. Dalšími jsou například přístup k určitému zboží (např. počet chladniček na 1000 lidí) nebo kvalita zdraví a života.

## Struktura
Je dána osobní spotřebou obyvatelstva (objem spotřeby statků a služeb) dále pak společenskou spotřebou, která je dána úrovní pracovních podmínek (délka pracovní doby aj.), mimopracovních podmínek apod.